# Ghaziabad (distrikt i Uttar Pradesh)
Ghaziabad är ett distrikt i den indiska delstaten Uttar Pradesh, och hade 3 290 586 invånare år 2001 på en yta av 1 955,8 km². Det gör en befolkningsdensitet på 1 682,48 inv/km². Den administrativa huvudorten är staden Ghaziabad. De dominerande religionerna i distriktet är Hinduism (74,79 %) och Islam (23,79 %).

## Administrativ indelning
Distriktet är indelat i fyra kommunliknande enheter, tehsils:
- Garhmukteshwar, Ghaziabad, Hapur, Modinagar

## Städer
Distriktets städer är huvudorten Ghaziabad samt Babugarh, Begumabad Budhana, Behta Hajipur, Bisokhar, Dasna, Dharoti Khurd, Faridnagar, Garhmukteshwar, Hapur, Loni, Modinagar, Muradnagar, Niwari, Ordinance Factory Muradnagar, Patala och Pilkhuwa.
Urbaniseringsgraden låg på 55,20 procent år 2001.